# Anacleto Sima Ngua
Anacleto Sima Ngua, né le 2 juin 1936 à Mitemleté et mort le 30 juin 2018 à Malabo, est un prélat catholique équatoguinéen.
Ordonné prêtre en 1963, il est nommé évêque de Bata en 1982. Il démissionne et prend sa retraite en 2002.